# Babor (Sétif)
Babor (în arabă بابور) este o comună din provincia Sétif, Algeria.
Populația comunei este de 15.762 de locuitori (2008).